# Hil Andringa
Hiltje (Hil) Andringa (Leeuwarden, 25 maart 1896 – Hilversum, 26 februari 1985) was een Nederlandse beeldhouwer en vormgever.

## Leven en werk
Andringa was een dochter van Bouwe Andringa en Jacoba Wierda. Haar vader was bierhuishouder in Leeuwarden. Ze genoot haar opleiding in Amsterdam. Ze verhuisde in de jaren twintig naar Hilversum. Ze was daar ze de drijvende kracht achter de in 1949 opgerichte kunstenaarsvereniging Gooisch Scheppend Ambacht (GSA, later: Genootschap voor Samenwerkende Ambachtskunstenaars). Ze had in haar werk een voorkeur voor harde materialen als hout, albast en ivoor en ontwierp ook gebruiksvoorwerpen. Werk bevindt zich onder andere in de collectie van de Stichting Françoise van den Bosch.
Andringa overleed op 88-jarige leeftijd in haar woonplaats Hilversum.

## Exposities
- 1980 Vrouwen + Beeldende Kunst - Groepsexpositie Rijksakademie van Beeldende Kunsten Amsterdam[5]
- 1975 100 vrouwen in Galerie d'Eendt - Galerie d'Eendt Amsterdam[5]
- 1974-1975 De Kijkdoos Bennekom; Hil Andringa en Corrie Bos
- 1959 Goois Scheppend Ambacht Hilversum - Goois Scheppend Ambacht Hilversum[5]
- 1949 Goois Scheppend Ambacht Hilversum - Goois Scheppend Ambacht Hilversum[5]

## Anderen over haar werk
Toespraak bij de opening in de Kijkdoos in Bennekom in 1974 door Lex van Voorst.
"Op een leeftijd waarvan men verondersteld wordt werkeloos het einde af te wachten, werkt zij gedurende zeven uren per dag zeven dagen per week. Zij is zo vrij om waar de cultuur haar het breien van wollen sokken toebedeelt te werken in stug metaal en kunsthars. De perfectie waarmee zij maat en vorm hanteert geeft haar plastieken kracht en lading: begrippen die wij lichtvaardig associëren met jeugd. Het bewijst weer eens dat de begrippenjong en oud niet overeenkomen met het aantal jaarringen dat men telt. Hersencellen verdorren niet zozeer op grond van het aantal verjaardagen, als wel op het moment dat men zich afsluit voor nieuwe indrukken.
Onder de handen van Hil Andringa sneuvelen vele heilige huisjes. Te midden van losbandigheid die wel eens wordt aangeduid met de term 'Gooise matras' werkt zij rustig door op een bijna kloosterachtige wijze. Te midden van nieuwbouwflats werkt zij in een huis dat in een staat van verwaarlozing verkeert aan haar schaalmodellen van flats zoals die zouden kunnen zijn. Waar bijna iedereen kunsthars met plastic associeert weet zij er de imago van ivoor en edele houtsoorten aan mee te geven."